# ميل كينغ
ميل كينغ (بالإنجليزية: Mel King) هو سياسي أمريكي، ولد في 20 أكتوبر 1928. انتخب عضو مجلس نواب ماساتشوستس.